# Kiran Gandhi
Kiran Gandhi, també coneguda artísticament com a Madame Gandhi (Boston, Massachusetts, 21 de febrer de 1989) és una música, cantant, artista i activista feminista índia. A més de tocar la bateria al seu grup Madame Gandhi creat el 2015, també és productora de música electrònica. Viu actualment a Los Angeles.
El 23 de novembre del 2020 Kiran Gandhi va figurar a la llista de les 100 dones més influents de l'any que publica la BBC anualment.

## Biografia
Va néixer en una família índia acomodada, els seus pares estudiaven a la ciutat més pròspera de Massachusetts. El seu pare, Vikram Gandhi, esdevingué després un banquer especialitzat en temes d'inversió, i la seva mare, Meera Gandhi, una famosa filantropa. Va créixer entre Nova York on la família s'instal·là quan Kiran tenia 6 mesos i la gran metròpoli índia que és Bombai. El 2011, obtingué una llicenciatura de la Universitat de Georgetown en matemàtiques i ciències polítiques. Després de la seva graduació va començar a treballar com a analista digital de la companyia Interscope Records de Santa Monica a Califòrnia. El seu període de pràctiques es transformà posteriorment en dedicació completa. Gandhi va utilitzar les seves competències en matemàtiques per a analitzar els patrons a partir de dades de streaming de Spotify i d'altres mitjans digitals.
Va treballar després per a diverses empreses de la Silicon Valley abans d'obtenir el 2015 un MBA de la prestigiosa Universitat Harvard.

### Carrera musical
A la primavera del 2011, Gandhi va crear el festival Rad Ladies That Drum dedicat a les dones bateria i percussionistes. Va ser quan va decidir d'implantar-se a Los Angeles.
El 2018, va formar part amb la seva formació dels caps de cartell del festival lèsbic de Dinah Shore que se celebra cada any a la ciutat californiana de Palm Spring.

## Militància feminista
Durant molt de temps Gandhi ha manifestat clarament la seva militància feminista. Així el 2015, va córrer la Marató de Londres sense protecció higiènica mentre tenia la menstruació per mor de denunciar el tabú i l'estigmatització en moltes societats.
S'ha associat amb diverses organitzacions no governamentals com ara Binti Period, Thinx, Zana Africa, Happy Period, Lola, Global Fund o Girl Up que treballen per a què les dones puguin tenir proteccions higièniques de baix cost i segures, ja que a força països com l'Índia, Kenya o Nepal, les dones no tenen accés a molts productes sanitaris ni espais adequats per a canviar-se. Aleshores moltes dones es queden a casa fins a la fi de la menstruació, fet que implica que no poden ni treballar ni anar a escola.